# ОШ „Бошко Ђуричић” Јагодина
Основна школа „Бошко Ђуричић“ у Јагодини је основана 1952. године као Вежбаоница Учитељске школе, а од 1962. године носи име истакнутог револуционара, правника и политичког комесара Поморавског партизанског одреда Бошка Ђуричића.
Школу данас чине матична осморазредна школа у Јагодини и издвојена четворогодишња одељења у селима Винорача и Деоница.

## Историја
Основна школа „Бошко Ђуричић“ у Јагодини настала је из Прве и Друге осмогодишње школе које су тада радиле у Јагодини, издвајањем 8 одељења. Почела је са радом школске 1952/53. године под именом Вежбаоница Учитељске школе и одмах је добила посебне просторије.
У току школске 1955/56. године Вежбаоница се уселила у нову школску зграду у улици Милана Мијалковића 15, где се и данас налази.

## Школа данас
Основну школу „Бошко Ђуричић“ чини матична осморазредна школа са 30 одељења и два истурена одељења четвороразредне школе у Винорачи и Деоници са по два комбинована одељења.
Школа у школској 2015/16 има 853 ученика у 34 одељења, где наставу изводи 55 наставника.
Школа добија име Основна школа „Бошко Ђуричић“ од 28. 11. 1962. године, када је и постављена биста испред зграде школе. Од 1956. до 2013. године у свом саставу школа је имала и одељења за децу лако ометену у развоју.

### Издвојено одељење Деоница
Школа у селу Деоница као самостална школа под називом „Деоничка“ почиње са радом 1899. године. У њој су учила деца из села: Деоница, Сиоковац и Вољавче. Након укидања школе као непотпуне, 13. 7. 1964. године иста је припојена Основној школи „Бошко Ђуричић“ у Јагодини и од тада ради као њено подручно, четвороразредно одељење.
Деоничку школу су похађали и ђаци из села Црнче, без обзира што је у том селу постојала четвороразредна школа, која по катастру припада ОШ „Бошко Ђуричић“ из Јагодине, зато што функционално ту зграду користи ОШ „17. октобар“ из Јагодине.

### Издвојено одељење Винорача
Основна школа у Винорачи се први пут у списима помиње 1835. године. До припајања ОШ „Бошко Ђуричић“ 1965. године, била је у склопу ОШ „Милан Мијалковић“ из Јагодине.